# Айкініт
Айкіні́т — мінерал, бісмутова сульфосіль свинцю та міді ланцюжкової будови PbCuBiS3.

## Загальний опис
Містить (%): Pb — 35,98; Cu — 11,03; Bi — 36,29; S — 16,70. Сингонія ромбічна. Кристали призматичні до голчастих. Спайність недосконала. Густина 7,7. Твердість 2—2,5. Колір свинцево-сірий. Риса сірувато-чорна, блискуча. Непрозорий. Блиск металічний. Анізотропний.
Зустрічається в гідротермальних кварцових жилах разом з піритом, халькопіритом, бляклими рудами, ґаленітом та іншими мінералами. Рідкісний.
Також застаріла назва псевдоморфози вольфраміту по шеєліту.